# Batusa agilis
Batusa agilis är en insektsart som beskrevs av Melichar 1901. Batusa agilis ingår i släktet Batusa och familjen Acanaloniidae. Inga underarter finns listade i Catalogue of Life.